# Kontaktologia i Optyka Okulistyczna
Kontaktologia i Optyka Okulistyczna – kwartalnik medyczny o charakterze dydaktycznym z zakresu okulistyki wydawany pod auspicjami Polskiego Towarzystwa Okulistycznego. Pismo obejmuje zagadnienia z zakresu stosowania soczewek kontaktowych (kontaktologia), optyki, strabologii, optometrii i tematów pokrewnych.
Od powstania w 2000 roku do 2007 roku pismo było wydawane jako półrocznik, następnie jako kwartalnik. Komitet honorowy, komitet redakcyjny, adres redakcji oraz wydawca jest taki sam, jak kwartalnika „Okulistyka”. Redaktorem naczelnym od początku istnienia periodyku jest prof. Jerzy Szaflik.
Pismo nie ma współczynnika wpływu Impact Factor (IF). W dawnym wykazie czasopism punktowanych Ministerstwa Nauki i Szkolnictwa Wyższego czasopismo uzyskało 3 punkty. Pismo zostało dwukrotnie ocenione w Index Copernicus uzyskując parametry: 3,64 (2012) oraz 4,01 (2013).